# احسان پنشنبه
احسان پنشبه(به تاجیکی: Эҳсони Паншанбе؛ زادهٔ ۱۲ مه ۱۹۹۹ در روشان) بازیکن فوتبال اهل تاجیکستان است که برای باشگاه فوتبال سغدیانه جیزک در پست هافبک میانی بازی می‌کند.

## عملکرد باشگاهی

### استقلال دوشنبه
او در ژوئن ۲۰۱۶ پس از یک دوره قرضی به باشگاه فوتبال ایستیکلول تاجیکستان برگشت او ۱۰۰ بازی برای این تیم انجام داد و موفق شد ۱۹ گل به ثمر برساند.

### نوبهار نمنگان
در ۳۱ اگوست ۲۰۲۰ باشگاه فوتبال استقلال دوشنبه اعلام کرد که پنجشنبه با قراردادی تا سال ۲۰۲۲ به باشگاه فوتبال نوبهار نمنگان در لیگ برتر فوتبال ازبکستان پیوست.او مجموعا ۵۱ بازی برای باشگاه فوتبال نوبهار نمنگان انجام داد و موفق به زدن 
۳ گل شد. 

### ذوب‌آهن
احسان پنشنبه، در تاریخ ۲۳ تیر ۱۴۰۱ به باشگاه فوتبال ذوب‌آهن پیوست.او اولین بازی خود را برای ذوب آهن در تاریخ ۲۲ مهر ۱۴۰۱ مقابل باشگاه فوتبال استقلال ایران انجام داد.

### استقلال دوشنبه
در ۹ فوریه ۲۰۲۳ باشگاه فوتبال استقلال دوشنبه از بازگشت احسان پنشنبه به این تیم خبر داد.

## آمار باشگاهی
تا تاریخ ۲۰ اکتبر ۲۰۲۲
| باشگاه               | فصل                  | لیگ                  | لیگ  | لیگ | جام حذفی | جام حذفی | قاره‌ای | قاره‌ای | دیگر | دیگر | مجموع | مجموع |
| باشگاه               | فصل                  | دسته                 | بازی | گل  | بازی     | گل       | بازی   | گل     | بازی | گل   | بازی  | گل    |
| -------------------- | -------------------- | -------------------- | ---- | --- | -------- | -------- | ------ | ------ | ---- | ---- | ----- | ----- |
| ایستیکلول تاجیکستان  | ۲۰۱۶                 | لیگ عالی تاجیکستان   | ۴    | ۰   | ۳        | ۱        | ۰      | ۰      | ۰    | ۰    | ۷     | ۱     |
| ایستیکلول تاجیکستان  | ۲۰۱۷                 | لیگ عالی تاجیکستان   | ۱۵   | ۱   | ۳        | ۱        | ۳      | ۰      | ۰    | ۰    | ۲۱    | ۲     |
| ایستیکلول تاجیکستان  | ۲۰۱۸                 | لیگ عالی تاجیکستان   | ۱۶   | ۱   | ۲        | ۰        | ۶      | ۰      | ۰    | ۰    | ۲۴    | ۱     |
| ایستیکلول تاجیکستان  | ۲۰۱۹                 | لیگ عالی تاجیکستان   | ۱۸   | ۷   | ۶        | ۲        | ۷      | ۱      | ۱    | ۰    | ۳۲    | ۱۰    |
| ایستیکلول تاجیکستان  | ۲۰۲۰                 | لیگ عالی تاجیکستان   | ۱۱   | ۴   | ۱        | ۱        | ۳      | ۰      | ۱    | ۰    | ۱۶    | ۵     |
| مجموع استقلال دوشنبه | مجموع استقلال دوشنبه | مجموع استقلال دوشنبه | ۶۴   | ۱۳  | ۱۵       | ۵        | ۱۹     | ۱      | ۲    | ۰    | ۱۰۰   | ۱۹    |
| نوبهار نمنگان        | ۲۰۲۰                 | لیگ برتر ازبکستان    | ۱۱   | ۰   | ۲        | ۰        | _      | _      | _    | _    | ۱۳    | ۰     |
| نوبهار نمنگان        | ۲۰۲۱                 | لیگ برتر ازبکستان    | ۲۵   | ۲   | ۴        | ۱        | _      | _      | _    | _    | ۲۹    | ۳     |
| نوبهار نمنگان        | ۲۰۲۲                 | لیگ برتر ازبکستان    | ۷    | ۰   | ۲        | ۰        | _      | _      | _    | _    | ۹     | ۰     |
| مجموع نوبهار نمنگان  | مجموع نوبهار نمنگان  | مجموع نوبهار نمنگان  | ۴۳   | ۲   | ۸        | ۱        | _      | _      | _    | _    | ۵۱    | ۳     |
| ذوب آهن              | ۱۴۰۱–۰۲              | لیگ برتر ایران       | ۱    | ۰   | ۰        | ۰        | _      | _      | _    | _    | ۱     | ۰     |
| مجموع ذوب آهن        | مجموع ذوب آهن        | مجموع ذوب آهن        | ۵    | ۰   | ۰        | ۰        | _      | _      | _    | _    | ۵     | ۰     |
| ایستیکلول تاجیکستان  | ۲۰۲۳                 | لیگ عالی تاجیکستان   | ۲۰   | ۸   | ۵        | ۱        | ۶      | ۰      | ۱    | ۰    | ۳۲    | ۹     |
| ایستیکلول تاجیکستان  | ۲۰۲۴                 | لیگ عالی تاجیکستان   | ۱۹   | ۵   | ۴        | ۲        | ۶      | ۱      | ۱    | ۰    | ۳۰    | ۸     |
| مجموع استقلال دوشنبه | مجموع استقلال دوشنبه | مجموع استقلال دوشنبه | ۳۹   | ۱۳  | ۹        | ۳        | ۱۲     | ۱      | ۲    | ۰    | ۶۲    | ۱۸    |
| مجموع آمار           | مجموع آمار           | مجموع آمار           | ۱۵۱  | ۲۸  | ۳۲       | ۹        | ۳۱     | ۲      | ۴    | ۰    | ۲۱۸   | ۳۹    |

## افتخارات

### ایستیکلول تاجیکستان
- لیگ عالی تاجیکستان
  - قهرمان (۵): ۲۰۱۶، ۲۰۱۷، ۲۰۱۸، ۲۰۱۹، ۲۰۲۳
- جام حذفی فوتبال تاجیکستان
  - قهرمان (۳): ۲۰۱۶، ۲۰۱۸، ۲۰۱۹، ۲۰۲۳
- سوپر جام فوتبال تاجیکستان
  - قهرمان (۲): ۲۰۱۹، ۲۰۱۹، ۲۰۲۴

## آمار ملی
تا تاریخ ۱۴ ژوئن ۲۰۲۲
| تعداد گل | تاریخ       | میزبان            | حریف    | نتیجه | رقابت                              |
| -------- | ----------- | ----------------- | ------- | ----- | ---------------------------------- |
| ۱        | ۲۹ مه ۲۰۲۱  | امارات شارجه      | تایلند  | ۲–۲   | دوستانه                            |
| ۲        | ۷ ژوئن ۲۰۲۱ | ژاپن استان اوساکا | ژاپن    | ۴–۱–  | مقدماتی جام جهانی ۲۰۲۲             |
| ۳        | ۸ ژوئن ۲۰۲۲ | قزاقستان بیشکک    | میانمار | ۴–۰+  | مرحله مقدماتی جام ملت‌های آسیا ۲۰۲۳ |

## عملکرد ملی
احسان پنج‌شنبه، اولین بازی ملی خود را در ۲ ژوئن ۲۰۱۶ مقابل تیم ملی فوتبال بنگلادش انجام داد.
او اولین گل ملی اش رو در ۲۹ مه ۲۰۲۱ مقابل تیم ملی فوتبال تایلند به ثمر رساند.